# Rutan SkiGull
Die Rutan SkiGull ist ein einmotoriges zweisitziges Amphibienflugzeug von Burt Rutan mit dem Kennzeichen N375BT.

## Geschichte
Nach zweijähriger Entwicklungszeit stellte Burt Rutan Ende Juli 2015 auf dem EAA AirVenture in Oshkosh den Entwurf seines privat entwickelten Trimaran-Amphibienflugzeugs der Öffentlichkeit vor. Das Flugzeug – Rutans 47. Flugzeugkonstruktion – flog am 24. November 2015 auf dem Flugplatz Coeur d’Alene zum ersten Mal. Geplant ist der Vertrieb von Bausätzen oder detaillierte Plänen für den Amateurbau.

## Konstruktion
Der salzwasserfeste in Faserverbundbauweise unter Verwendung von Titan gefertigte Hochdecker hat anklappbare, 14,32 m spannende, abgestrebte Tragflächen mit Fowlerklappe. Zwei elektrisch angetriebene Faltpropeller an den Tragflächen dienen dem Manövrieren auf dem Wasser und können das Haupttriebwerk Rotax 912iS beim Start unterstützen. Zwei in die Rumpfausleger einziehbare Kufen sollen Starts und Landungen bei Seegang ermöglichen. Räder an den Kufen ermöglichen Start und Landung auf etwa 120 m langen Pisten. Das T-Leitwerk hat ein Pendelhöhenruder mit Flettnertrimmung. Die Besatzung sitzt hintereinander mit dem Rücken zueinander unter klappbaren Hauben aus Acrylglas. Im Laufe der Flugerprobung wurde die Fahrwerksanordnung auf ein Bugfahrwerk geändert: Statt der ursprünglich vier kleinen Rädern in zwei Kufen gibt es seit 2017 eine zusätzliche Bugkufe, die wie die Kufen an den Auslegern nun mit je einem großen Rad ausgerüstet ist.

## Technische Daten
| Kenngröße             | Daten                              |
| --------------------- | ---------------------------------- |
| Besatzung             | 1                                  |
| Passagiere            | 1                                  |
| Länge                 |                                    |
| Spannweite            | 14,32 m                            |
| Höhe                  |                                    |
| Flügelfläche          |                                    |
| Flügelstreckung       |                                    |
| Nutzlast              |                                    |
| Leermasse             |                                    |
| max. Startmasse       |                                    |
| Reisegeschwindigkeit  | 140 kn (259 km/h)                  |
| Höchstgeschwindigkeit | 170 kn (315 km/h)                  |
| Dienstgipfelhöhe      |                                    |
| Reichweite            | geplant 4000 km, 35 h bei 1700/min |
| Triebwerke            | ein Rotax 912iS; 100 PS (74 kW)    |